# Sköldvulkan

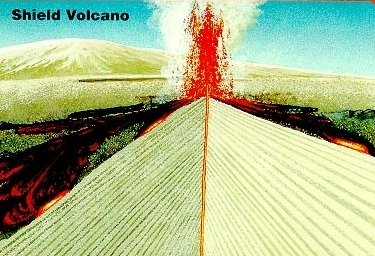
Sköldvulkan

En sköldvulkan är en stor vulkan med svagt lutande sidor. Namnet kommer ifrån isländskans Skjaldbreiður, en isländsk sköldvulkan vars namn betyder sköldbredd. Uppifrån sedd ser denna vulkan ut som en krigares sköld.
Sköldvulkaner bildas av lava som har låg viskositet (lava som flyter lätt). Följaktligen bildas det ett vulkaniskt berg som är brett men lågt med tiden av alla utbrott där flytande basaltisk lava kommer ut från öppningar och springor på ytan av vulkanen. Många av de största vulkanerna på jorden är sköldvulkaner. Den största när det gäller ytan som omfattas, Mauna Loa på Hawaii och den högsta mätt ifrån sin bas under havet, Mauna Kea, också den på Hawaii, är sköldvulkaner.

## Geografisk omfattning
Sköldvulkaner kan bli så stora att de ibland kan anses vara en bergskedja, som Ilgachuz Range och Rainbow Range (båda ligger i Kanada). Dessa sköldvulkaner bildades när Nordamerikanska kontinentalplattan rörde sig över en hetfläck liknande det som händer med Hawaii nu. Sköldvulkaner kan man hitta på många platser runt om på jorden tex. Australien, Etiopien och Galápagosöarna. Piton de la Fournaise på Réunion är en av de mest aktiva Sköldvulkanerna på jorden med ett utbrott varje år i genomsnitt.

## Några sköldvulkaner

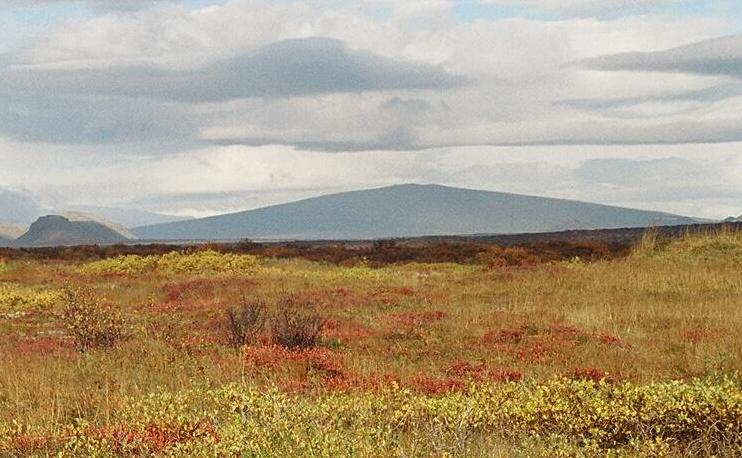
Skjaldbreiður, liktydigt med sköldvulkan

- Mauna Kea (Hawaii, USA)
- Mauna Loa (Hawaii, USA)
- Kilauea (Hawaii, USA)
- Olympus Mons (Mars)
- Mount Elgon (Uganda/Kenya)
- Skjaldbreiður (Island)
- Mons Rümker (Månen)